# إكليل فرانكفورت
إكليل أو تاج إِفْرَنكِفُرت كعكة من مدينة إفرنكفرت بألمانيا.
يبدأ التحضير بخبز كعكة إسفنجية صلبة في قالب خبز على شكل حلقة. ثم تُقطّع الكعكة أفقيًا لتقسيمها إلى حلقتين أو ثلاث حلقات فتوضع طبقات ثخينة من قشدة الزبدة بين الحلقات عادةً مع طبقة من المربى الأحمر (عادةً الفراولة أو الكشمش الأسود أو مربى الكرز). ثم يُطلى الجزء الخارجي من الكعكة بشكل كثيف بمزيد من قشدة الزبدة وتغطى بالمكسرات الهشة المغطاة بالكراميل ورقائق اللوز المحمص و / أو البندق المطحون.
تُعد كعكة إفرنكفرت إحياءًا لذكريات تتويج الأباطرة الرومان المقدسين في المدينة. شكلها المستدير والغلاف الهش يهدفان إلى تمثيل تاج ذهبي والكرز يجب أن يذكّر بالياقوت.